# 세광중학교
세광중학교(世光中學校)는 대한민국 충청북도 청주시 서원구 미평동에 있는 사립 중학교이다.

## 학교 연혁
- 1947년 8월 30일 : 본교 설립 기성회 조직
- 1949년 2월 15일 : 대한예수교장로회(現 한국기독교장로회) 충북노회유지재단 인가
- 1949년 2월 20일 : 초대 이사장 구연직 목사 취임
- 1949년 7월 27일 : 초대 김성실 교장 취임(6학급 인가)
- 1949년 9월 15일 : 세광중학교 개교(교실 청주제일교회와 망선루 사용)
- 1952년 3월 26일 : 제1회 졸업(122명)
- 1954년 3월 2일 : 대성동 신축 교사로 이전
- 1955년 8월 8일 : 재단법인 세광학원으로 개칭 인가
- 1964년 1월 25일 : 학교법인 세광학원으로 개칭 인가
- 1975년 9월 29일 : 교사 신축 이전(4층)
- 1989년 12월 12일 : 미평동 신축교사로 이전
- 2004년 12월 21일 : 급식소 신축
- 2022년 8월 10일 : 식생활관 '만나홀' 신축
- 2024년 1월 5일 : 제73회 졸업식, 졸업생 총 22,058명
- 2024년 9월 1일 : 제17대 김삼형 교장 취임
- 2024년 12월 18일 : 제12대 최원영 이사장 취임

## 참고 자료
- 세광중학교 - 한국교육학술정보원 학교알리미